# عصفور الجنة الكبير
عصفور الجنة الكبير (الاسم العلمي:Strelitzia nicolai) (بالإنجليزية: Giant bird of paradise; Wild banana)‏ هو نوع من النباتات يتبع جنس عصفور الجنة من الفصيلة الإسترلتزية.

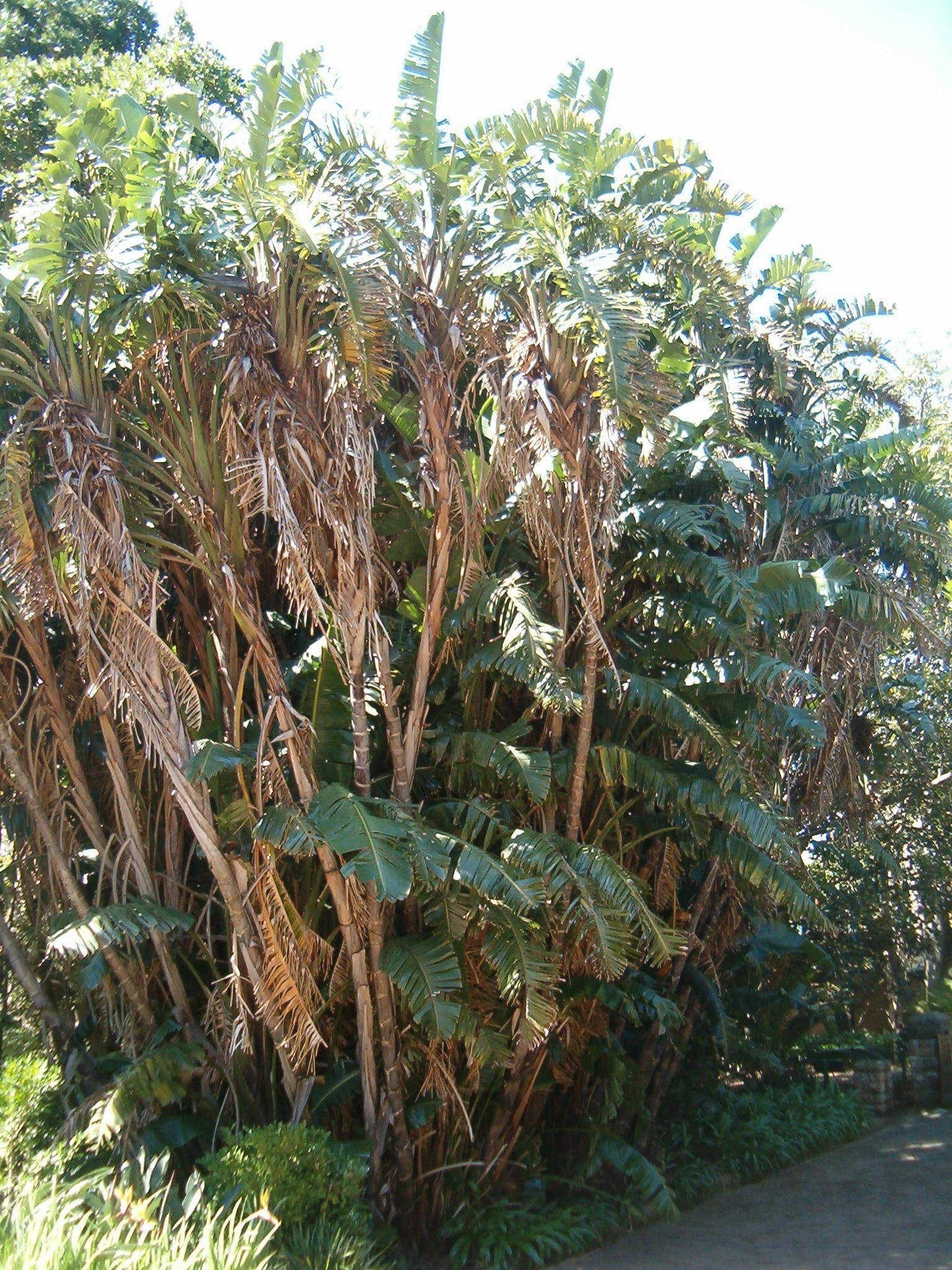
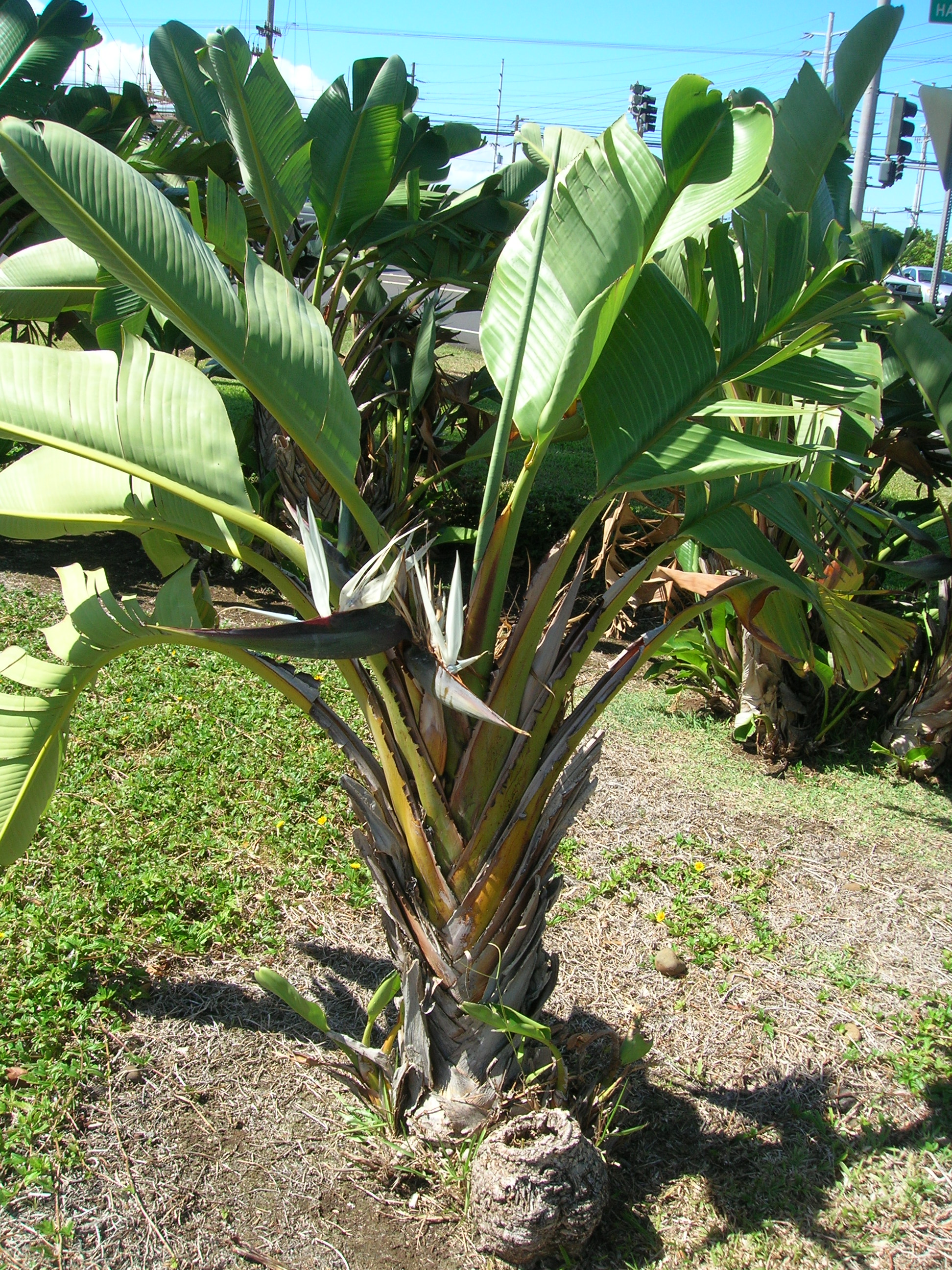
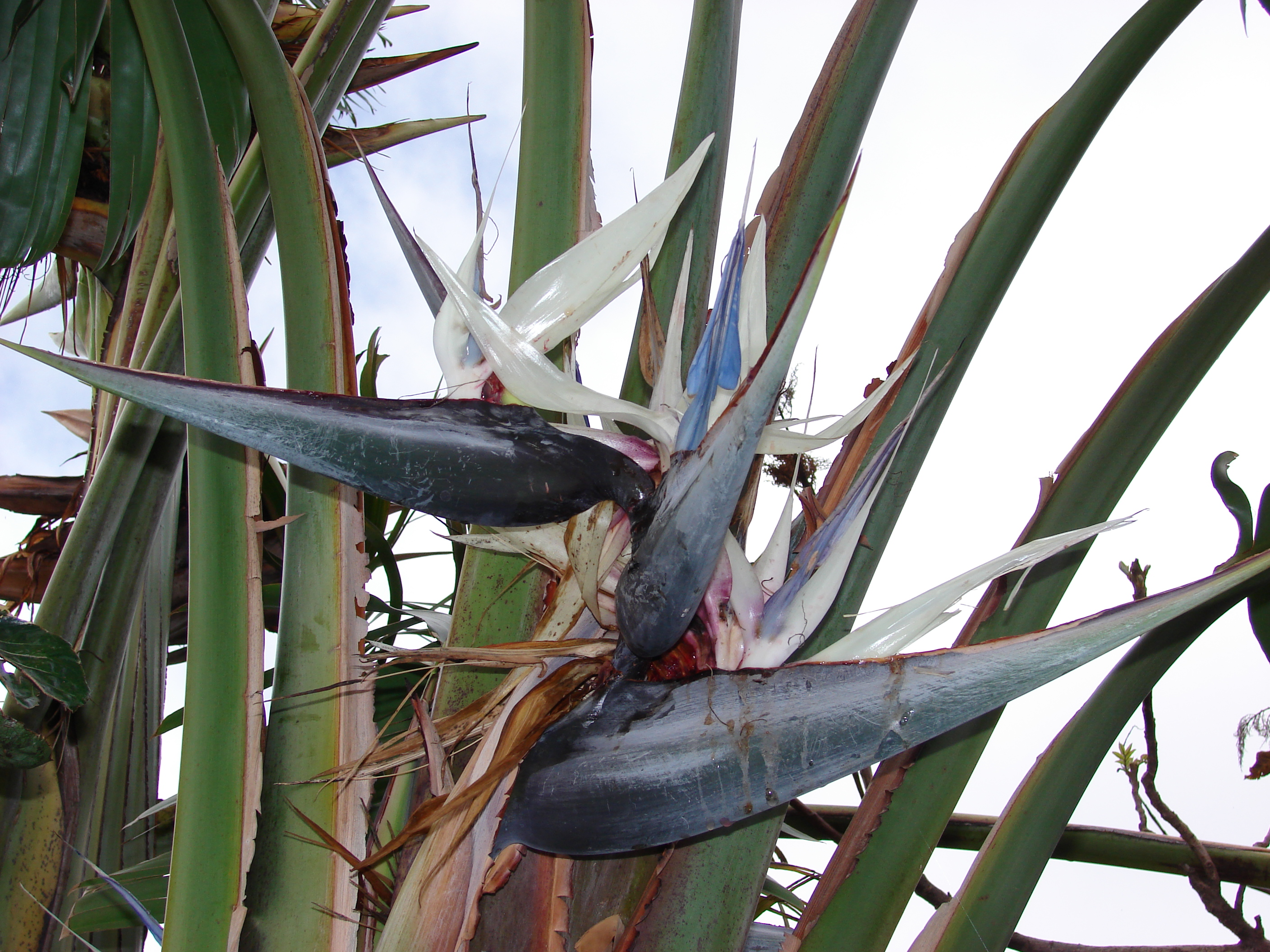
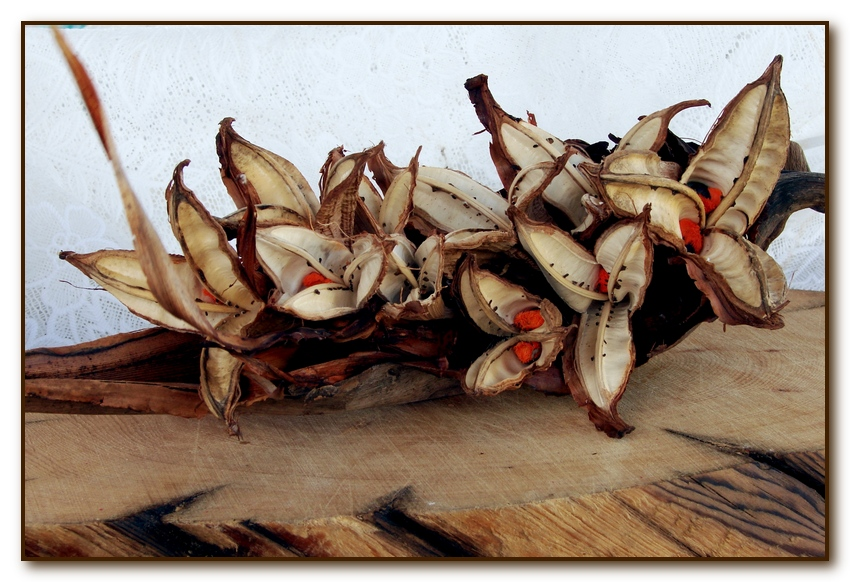